# Pierre Joseph Cousineau
Pierre Joseph Cousineau (París, 1753 - idem. 1824) fou un músic i fabricant d'instruments musicals.
Va perfeccionar la construcció de les arpes, instrument del qual en fou un notable executant, ocupant des de 1788 fins al 1812 el lloc de primer arpista de l'Òpera. Se li deuen la invenció de les arpes amb doble filera de pedals, sistema que adoptaren després Érard i Dizi.
Va compondre algunes sonates i àries per aquest instrument, així com un mètode per a ell. El 1806 s'associà amb el seu fill, al que deixà la manufactura d'instruments de música el 1823, el qual va escriure diverses peces i un Petite méthode pour harpe.